# Manifesto dell'acqua
Il 'Manifesto mondiale dell'acqua venne redatto nel settembre 1998 nella città di Lisbona a cura del Comitato internazionale per il contratto mondiale sull'acqua presieduto da Mário Soares e creato su iniziativa di Riccardo Petrella. 
Nel 1998  prese il via la "Campagna Internazionale per il Contratto Mondiale dell'acqua", nell'ambito della quale furono stabiliti tre diversi livelli d'utilizzo:
- 40 litri d'acqua al giorno garantiti per persona
- Il consumo in eccesso è a pagamento
- L'abuso è vietato

## Idee di base del manifesto
Il Manifesto si basa su quattro idee chiave fondamentali:
- fonte insostituibile di vita, l'acqua deve essere considerata un bene comune patrimoniale dell'umanità e degli altri organismi viventi.
- L'accesso all'acqua, potabile in particolare, è un diritto umano e sociale inalienabile, che deve essere garantito a tutti gli esseri umani indipendentemente dalla razza, l'età, il sesso, la classe, il reddito, la nazionalità, la religione, la disponibilità locale d'acqua dolce.
- la copertura finanziaria dei costi necessari per garantire l'accesso effettivo di tutti gli esseri umani, nella quantità e qualità sufficienti alla vita, deve essere a carico della collettività, secondo le regole da essa fissate, normalmente via la fiscalità ed altre fonti di reddito pubblico. Lo stesso vale per la gestione dei servizi d'acqua (pompaggio, distribuzione, trattamento)
- la gestione della proprietà e dei servizi è una questione di democrazia. Essa è fondamentalmente un affare dei cittadini e non (solo) dei distributori e dei consumatori.